# Pressa di French

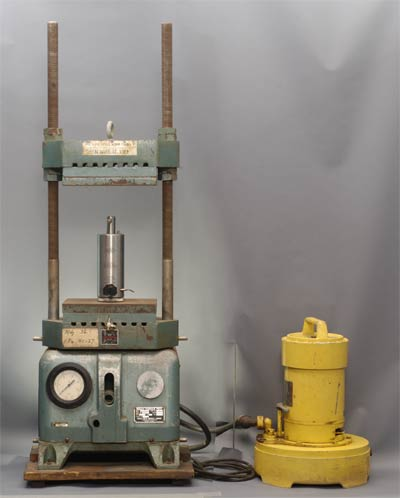
Pressa di French

La pressa di French o pressa francese è un apparecchio utilizzato nella sperimentazione biologica per rompere la membrana cellulare delle cellule facendole passare attraverso una stretta valvola ad alta pressione. La pressa francese può essere utilizzata anche per la disintegrazione dei cloroplasti, omogenati di tessuti animale e altre particelle biologiche. È in grado di rompere le pareti cellulari lasciando inalterati i nuclei cellulari. La pressa francese è stato inventata da Charles Stacy French del Carnegie Institution for Science.
La pressa utilizza una pompa idraulica esterna per muovere un pistone all'interno di un cilindro più grande che contiene il campione liquido. Il campione altamente pressurizzato viene spremuto attraverso una valvola a spillo. Mentre il campione passa attraverso la valvola, le sollecitazioni di taglio e decompressione alle quali è sottoposto causano la rottura cellulare. I componenti principali di una pressa francese sono in acciaio inossidabile per prevenire la contaminazione del campione.